# الزراعة في ويلز

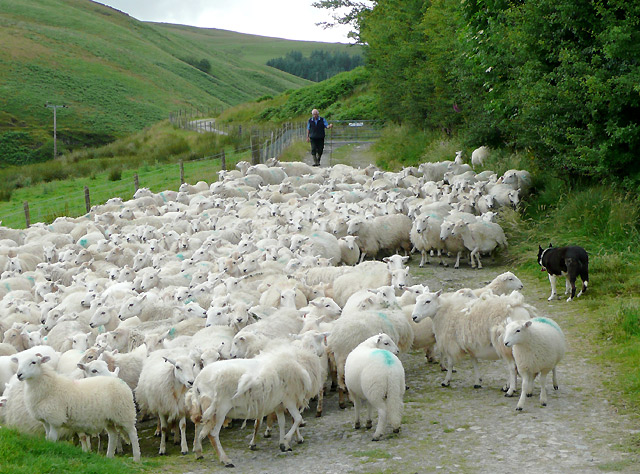
قطعان الأغنام الويلزية في مراعيها

الزِّراعَةُ في وِيلْز كانَتْ فيما مضى جُزءًا رَئيساً مِنِ اقْتِصادِ منطقة ويلز التي تغطي المناطق زراعية أجزاءًا كبيرةً منها، كما تشكِّل ويلز بدورها جزءًا من المملكة المتحدة. تمتازُ ويلز بطبيعتها الجبلية وتتمتع بمناخٍ معتدلٍ رطبٍ؛ لينتج عن ذلك المناخ والتضاريس أنّ نسبةً صغيرةً فقط صالحةٌ للزراعة، بينما تُعدُّ المراعي العشبية الّتي تُشكِّل مراعٍ رئيسة للمواشي متوفرة بكثرة. ومن ناحية النسبة التي تشكلها الزراعة من الاقتصاد الويلزي، فقد تضاءلت أهمية الزراعة في الوقت الحالي؛ حيث تعيش نسبة كبيرة من السكان في الوقت الحاضر في البلدات والمدن في جنوب البلاد، وأضحت السياحة الشكل الأكثر أهمية من أشكال الدخل في الريف وعلى الساحل. وتقتصر زراعة الأراضي الصالحة للزراعة على الأراضي المستوية غير الوعرة مثل تلك الأماكن التي تسود فيها الزراعة الحيوانية الموجهة لإنتاج الألبان والماشية.
الملكيات الزراعية من الأراضي في ويلز تميل إلى أن تكون صغيرةً، وغالبا ما تكون مجرد مزارعٍ عائليةٍ. ومما هو جدير بالذكر أن المحاصيل الصالحة للزراعة والبستنة تقتصر على مناطق جنوب شرقيِّ ويلز، والمنطقة المعروفة باسم ويلش مارتشيز، والجزء الشمالي الشرقي من البلاد، والمناطق الساحلية ومناطق أحواض الأنهار الكبيرة. كذلك، فإن ثمانين بالمائة من البلاد تصنف على أنها في «مناطق أقل حظاً» زراعياً. أما فيما يتعلق بالزراعة الحيوانية، فإن إنتاج الألبان يتركز في المراعي الواقعة في المناطق المنخفضة، بينما تُربى الماشية بما فيها الأبقار والأغنام في المرتفعات والأراضي التي في الأطراف. ومن المعروف أن جزءًا كبيراً من الأرض في ويلز، والتي تشكل المرتفعات أكثرها، هي عبارة عن مراعٍ مخصصةٍ للغنم الجبلي الويلزي. كما هو الحال في أجزاء أخرى من المملكة المتحدة، حيث تعاني فيها الزراعة تراجعا كبيرا، مما أدى إلى انخفاض عدد الأشخاص العاملين في المجال الزراعي، ودمج الأملاك الزرعية وزيادة العمل الزراعي بدوام جزئي. وقد استُخدمت المنازل الزراعية للمبيت أو أنها حُولت إلى أماكن إقامة ذاتية الخدمة، كما قام المزارعون بتنويع نشاطاتهم في السياحة والأنشطة الأخرى المتنوعة. تحظى السياسة الزراعية المشتركة للاتحاد الأوروبي بدعم كبير من الجهات الزراعية في ويلز، وقد قدمت حكومة ويلز بالفعل العديد من الخطط المصممة لتشجيع المجتمع الزراعي على التعاون في رعاية أراضيهم بطرق مستدامة بيئيًا.

## نظرة عامة

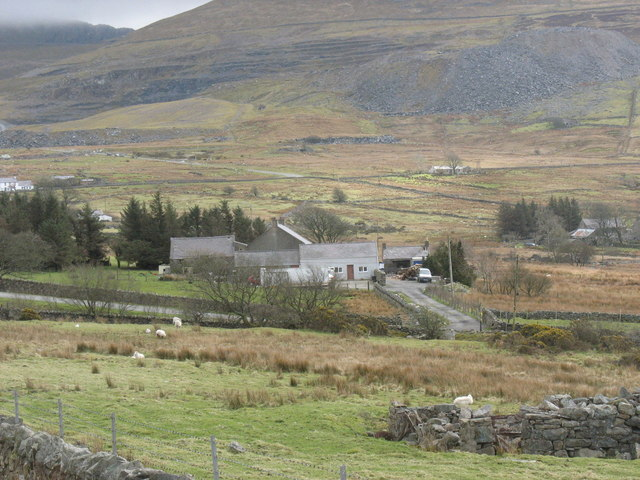
مزرعة في تل، في منطقة تُصنف على أنها "منطقةٌ أقل حظاً"

المناخ والتضاريس في ويلز يماثل الأراضي فيها؛ حيث أنهما لا يصلحان لزراعة المحاصيل؛ لذلك كانت تربية المواشي هي الزراعة التقليدية في ويلز دائماً. تتكون ويلز من إقليمٍ جبليٍّ يرتفع لأكثر من 2,000 قدم (600 م) في شمال غرب البلاد، يشمل هذا الإقليم الكثير مما يُعرف الآن باسم غويند، كذلك المرتفعات في منطقة المستنقعات الحمضية يتراوح ارتفاعها بين 600 و 2,000 قدم (200 و 600 م)، وذلك إلى جانب شريط ساحلي منبسط ولكنه لا يخلو من الأراضي المتموجة. كل تلك المناطق تكّون ما يعرف باسم وادي غلامورغان ومونماوثشاير وويلش مارتشيز وفلينتشر ودينبيشاير، إضافة إلى الساحل في شمال ويلز وجزيرة أنجلسي والسهل الساحلي على خليج جارديجان وبيمبروكشاير، وهذه هي أهم مناطق زراعة المحاصيل الصالحة للزراعة. المناخ الأطلسي المعتدل في الغالب مع الرياح الغربية تعطي البلاد معدلات هطولٍ مطريٍّ عاليةٍ في المرتفعات، والتي قد تصل هناك إلى 80 بوصة (203 سـم) أو أكثر في منطقة الساحل 50 بوصة (127 سـم).
مقارنةً بأجزاءٍ أخرى من المملكة المتحدة، تمتلك ويلز أصغر نسبةٍ من الأراضي الصالحة للزراعة والتي تُقدر بحوالي (6٪) من مجموع أراضيها، كما لدى ويلز مساحةً أصغر بكثيرٍ من الأراضي الرعوية والتلالية الصغرى مقارنة باسكتلندا مثلاً (27% مقابل 62٪). صناعة الألبان متطورة بطريقة جيدة في المناطق الأكثر مواتاة للزراعة الحيوانية من البلاد، حيث تستخدم المناطق الجبلية على نطاق واسع في تربية الأغنام. هناك 1,600,000 هكتار (4,000,000 أكر) من الأراضي الزراعية في ويلز، وتساوي ثمانين في المائة من البلاد بأنها «منطقةٌ أقل حظاً» فيما يتعلق بالزراعة.

## التاريخ
بين عامي 400 و 800 م، أي بعد زوال حكم الإمبراطورية الرومانية عن بريطانيا، جرى التخلص من الغابات في ويلز، مما عنى توسعًا في الزراعة.
في العصور الوسطى، كانت الأرض مملوكة ملكاً جماعياً إلى حد ما في جنوب ويلز، حيث كان الحال مشابها للزراعة في إنجلترا الإقطاعية، إذ كانت هنالك قرى محاطة بحقول مفتوحة في التلال. مقابل ذلك، في منطقة شمال ويلز، ربما كان المزارعون الذين يعيشون في نفس القرية يتعاونون إلى حد تقاسم فرق المحراث التي تحرث الأرض، مع أن الأرض كانت مملوكة لأفرادٍ معينين هناك. طوال القرون الوسطى، كانت الأغنام أقلَّ أهميةٍ من الأبقار في المناطق المرتفعة. ومع ذلك، فقد تفتت ممتلكات الأراضي الويلزية في القرون الوسطى بسبب تجزئة الميراث (حيث قُسِّمت جميع الأراضي بين أبناء مالك الأرض)، مما أدى إلى إنشاء مزارع صغيرة ليست ذات قدرة غالبا على إنتاج الكميات المأمولة. أُلغِيت تجزئة الميراث من قبل البرلمان في عام 1542.

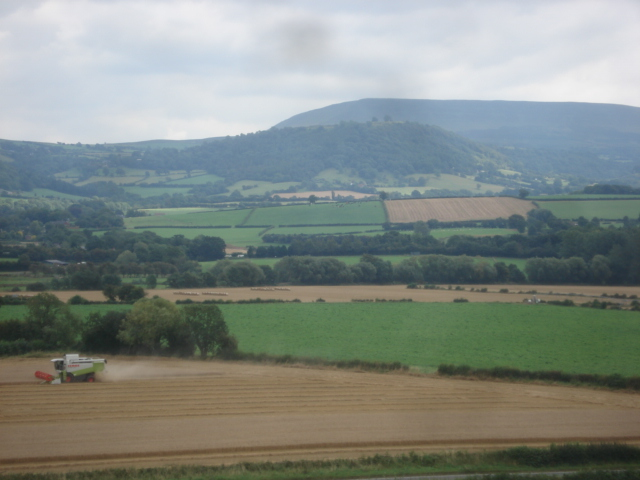
جمع الذرة بالقرب من ويلش مارتشيز

بحلول العصور الحديثة المبكرة، انهار النظام الإقطاعي في جنوب ويلز وتم حصر الحقول المفتوحة تدريجياً، وذلك بالاتفاق بين المزارعين المتضررين الذين تركوا مزارعهم المستقلة في الريف. في الشمال، استمر المزارعون في العيش في قرىً صغيرةٍ، والتي تتألف وفقاً لروايةٍ ترجع إلى القرن الخامس عشر من تسعة منازل تستخدم جميعها «محراث واحد وقمينة واحدة وقمامة واحدة وقطة واحدة وصخرة واحدة وراعٍ واحد».
بقي حيوان المزرعة الرئيس في الأرض المنخفضة من ويلز هو البقر، وذلك حتى القرن الثامن عشر. أما في المرتفعات، كانت تربية الأغنام هي الشائعة، أما الحبوب فقد كانت غالباً من الشوفان. وقد مورست عادة التنقيل، وكان الناس ينتقلون مع حيواناتهم من مزرعة «هندري» المنخفضة في فصل الشتاء، إلى مزرعة «هفود» المرتفعة في الصيف. تراجعت معدلات التنقيل خلال القرن الثامن عشر وانهارت في نهايتها حيث كانت الأراضي التي يتم فيها نشاط التنقيل محصورة الملكية، سواءً في الأراضي المرتفعة أو المنخفضة. أكثر من 81000 هكتار من الأراضي المشتركة الملكية في ويلز حُصرت وتم ربطها بالممتلكات القائمة بين عامي 1793 م و 1815 م.

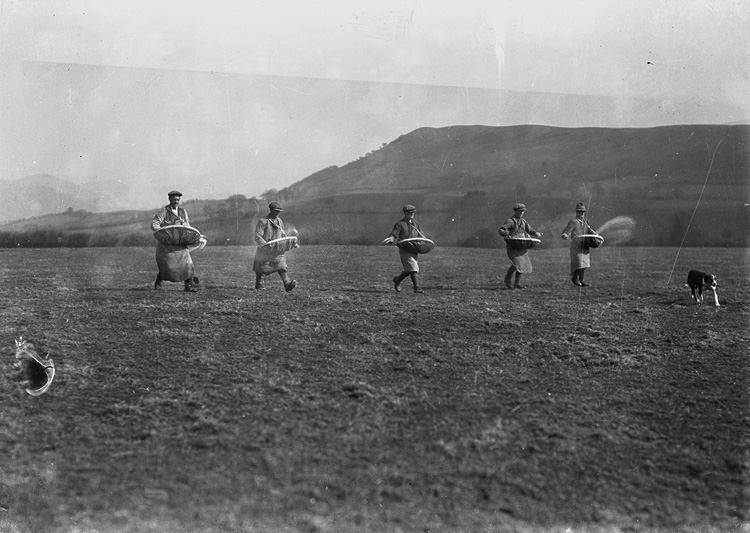
عمال المزارع الويلزية يبذرون الحبوب (صورة مأخوذة في أربعينيات القرن العشرين)

في عام 1801 م، كان عدد سكان ويلز 587 ألفًا، وكان معظمهم يعيشون في المناطق الريفية ويعملون في الزراعة. وبحلول عام 1911 م، ارتفع عدد السكان إلى 2.4 مليون نسمة، كان أكثر من نصفهم يعيشون في جلامورجان ومونماوثشاير، حيث كانوا يعملون في مجالات التعدين والصلب وغيرها من الصناعات. كان هناك تحول في حياة المواطنين بعيدًا عن الأرض والزراعة حيث هاجر العديد من سكان الريف الغربي في ثلاثينيات وثمانينيات القرن التاسع عشر، ثم هاجروا إلى المدن في النصف الثاني من القرن التاسع عشر. بحلول عام 1911 م، كانت الزراعة حرفة ثانوية في غلامورغان، وكانت العمالة الوافدة من إنجلترا ضرورية للمساعدة في جني الحصاد. كما فُقد الحرفيون الريفيون واستُبدلو بحرفيين من مناطق في جنوب غرب إنجلترا وحرفيين مهاجرين جاءوا من أيرلندا.
كان جزء كبير من الأرض في حوزة ملاك الأراضي الكبيرة ولم يكن يسمح للمزارعين المستأجِرين بحيازة أقل من 100 أكر (40 ها)، والتي غالبا ما تحوي مبانٍ حالتها سيئة. كان المستأجرون فقراء للغاية بحيث لم يدفعوا إيجارات أعلى، لذا كان ملاك الأراضي لا يعملون على تحسين واقع أراضيهم.
في عام 1914 م، كان هناك 2,258,000 أكر (914,000 ها) من الأراضي العشبية الدائمة و 340,000 أكر (140,000 ها) من الأراضي التي تُزرع بالذرة في ويلز. كان هناك 86000 رأس من الخيل تستخدم للأغراض الزراعية و 807000 رأس من الماشية و 237000 خنزير و 3818000 خروف.
في عام 2014 م، كان في ويلز 1,048,000 هكتار من العشب الدائم، وأراضٍ شعبية أخرى تبلغ حوالي 437,000 هكتار من الأرض الوعرة، إضافة إلى 87,000 هكتار من الغابات و 239,000 هكتار من الأراضي الصالحة للزراعة (بما في ذلك المراعي المؤقتة). عدد الخيول التي استخدمت للأغراض الزراعية غير مذكورة في الإحصاء، ولكن كان هناك حوالي 290,000 من الأبقار و214,000 من المواشي الأخرى و28,400 من الخنازير وحوالي 9,739,000 من الأغنام في البلاد. كانت هناك أيضا 945 قطعة أرض صالحة للزراعة البستانية و1,753 من مزارع الألبان و12,650 من مزارع لحوم البقر والأغنام، هذا إضافة إلى 95 وحدة متخصصة بالخنازير، و426 وحدة متخصصة بالدواجن.

## أنواع الزراعة
تشمل المحاصيل الصالحة للزراعة في ويلز كلا من القمح والشعير وزيت بذور اللفت والذرة العلفية. كما تُزرع البطاطا الجديدة في شبه جزيرة جوير في بداية الموسم الزراعي. إن البستنة والعناية بالأرض في انحدار منذ أجل طويل في ويلز، حيث تقلصت مساحة الأرض المزروعة بالبطاطا والخضروات والفواكه اللينة والبساتين إلى النصف مقارنة بالستينيات من القرن العشرين لتصل إلى حوالي 30,000 هكتار (74,000 أكر). عُموماً، تنتج ويلز حوالي 20% فقط من المنتجات البستانية المستَهلكة في البلاد.
تغطي الزراعة العضوية الآن أكثر من 35,000 هكتار (86,000 أكر) من الأراضي في ويلز. تشمل المنتجات البستانية المنتجة عضويًا البطاطا والبراسيكا ومحاصيل السلطة. ويُسوق الحليب العضوي الويلزي وكذلك الجبن العضوي والزبادي المنتج من تلك الأراضي والمزارع.

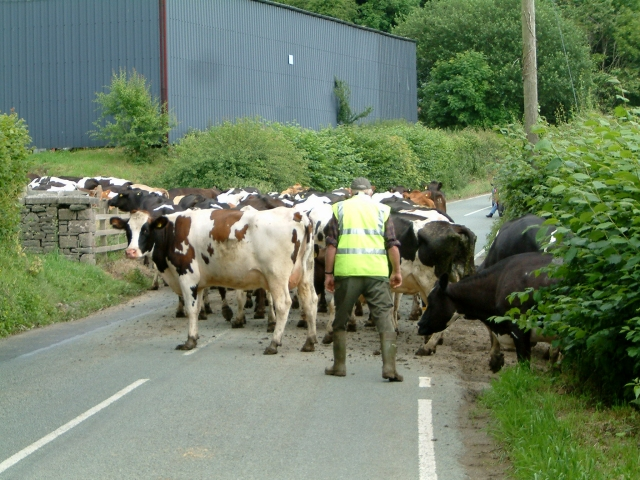
الأبقار في وقت در الحليب بالقرب من مدينة أبيرسينيث

يُعَدًّ إنتاج الألبان ذا أهمية اقتصادية في ويلز حيث يوجد قطيع كبير من الأبقار بدرجة في المنطقة المنخفضة من الأراضي الزراعية الويلزية. يعد الحلب اليدوي لبعض الأبقار في سمكة شيئًا من الماضي، ويتم حاليًا تربية قطعان الأبقار في صالات عصرية وتستخدم معها الآلات المخصصة للحلب والتي تُستعمل مرتين أو ثلاث مرات في اليوم. يمر الحليب المنتج في تلك الصالات عبر خط أنابيب من أجل التبريد ويتم تخزينه في خزان مبرَّد ثم يُجمع من خزان الحليب ذلك يوميًا. بشكلٍ عامٍ، ترعى الأبقار في الهواء الطلق في الصيف وتقضي الشتاء في أماكنها المخصصة، والتي ما تكون غالبًا مقصوراتٍ مخصصة لرعاية الأبقار، كما يكون الجزء الأكبر من علفها من السيلاج في ذلكم الوقت في الشتاء. بالكاد تغطي أسعار الحليب تكاليف الإنتاج، كما أن الهوامش الربحية ضيقة، وهناك تناقص في أعداد مزارع الألبان التي تديرها العائلات كل عام. في عام 2014 م، كان هناك 1855 من منتجي الألبان في ويلز، وهذا يعني انخفاض سنويا في أعداد منتجي الألبان قدره 1.23% مقارنة بعام 2011 م، ولكن عدد الأبقار في الجهة المقابلة لم يتغير وبقيت في ويلز حوالي 223000 رأس من البقر.
تتركز مزارع الثروة الحيوانية في الأراضي المنخفضة إلى حد كبير على المواشي مثل البقر المنتج للحوم وأنواع مختلفة من الأغنام، ولكن هناك أيضًا وحدات صغيرة تنتج حيوانات نادرة في البيئة الزراعية في ويلز، مثل الماعز والغزلان والألبكة والجواناكو واللاما والجاموس والنعام، بالإضافة إلى مزارع الخنازير والدواجن. يتم إيواء معظم الماشية في أماكن مخصصة في فصل الشتاء مع تغذية قوامها الأعلاف الرئيسة التي تحتاجها الماشية. وتشمل النظم المتبعة رضاعة الأبقار، حيث تربي الأم العجل وأرضاه رضاعا طبيعيا، كما تشمل نظم الزراعة الحيوانية شراء وتربية الأبقار الصغيرة، والتي يكون بعضها عجولا مهجنة تُربى لإنتاج الألبان، وتكون أبقار إنتاج الألبان المهجنة غالبا من أنواع شاروليز أو ليموزين أو أنجوس أو هيرفورد أو ما يشبه ذلك. وتباع العديد من تلك العجول المنتجة من تلك الأنواع من الأبقار لاحقًا في أجزاء أخرى من المملكة المتحدة لتسمينها. قطاع لحوم البقر في ويلز يسير يانخفاض بطيء، مع وجود حوالي 220,000 رأس من الماشية المنتجة على مدى عامين في ويلز في عام 2011 م.
المرتفعات والتلال الزراعية توفر المراعي لسلالات ماشية ذات قدرة على التحمل مثل الأبقار الويلزية السوداء والأغنام الويلزية الجبلية. الماشية عادة تُحرز في أماكنها المخصصة في فصل الشتاء، وفي فصل الصيف قد ترعى في التلال المفتوحة. يساهم الدعس بحوافر الأغنام على السيطرة على السرخس الذي ينبت في تلك المراعي، كما تتغذى الأغنام على مجموعة واسعة من النباتات الخشنة وعلى خصلات العشب التي لا يمكن للأبقار أن تتغذى عليه. الأغنام في الغالب تسرح في الأراضي غير المسيجة على جوانب التلال المفتوحة كل السنة. في ويلز، يعرف أصحاب المواشي طريقهم ويعرفون أين يرعون بالمواشي في أوقات السنة المختلفة؛ ويعرفون كذلك أين المأوى المناسب لتلك القطعان. الحملان الذكور تستخدم في الغالب للحوم، ومعظم الإناث تستخدم لاستدامة القطيع من خلال الولادة والإرضاع. النعاج المسنة تنقل إلى الأراضي المنخفضة وتعبر مع الكباش إلى هناك لإنتاج ما يُعرف باسم بغل النعاج الويلزي والذي يُستخدم للتناسل.

## المواشي

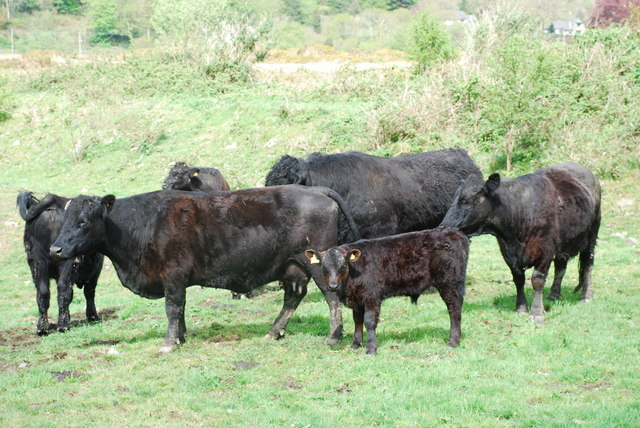
الأبقار الويلزية السوداء المرضعة مع عجولها بالقرب من بنماينوبل

في عام 2013 كانت هناك حوالي 1,094,644 بقرة في ويلز بما في ذلك 223,208 بقرة مدرة للألبان و174,100 بقرة مخصصة لإنتاج اللحوم، وقد تراوح سن تلك الأبقار بين عامين أو أكثر. إجمالي عدد الأغنام والحملان كان 9,460,692 ؛ حيث كان منها 4,003,581 نعجة تستخدم للتكاثر. إلى جانب هذا كانت هناك 24,890 خنزير و 10,475 من الماعز، إضافة إلى 50,381 من الخيول. وبلغت أعداد الدواجن 8,736,547 طيراُ، بما في ذلك 6,079,114 من الدجاج اللاحم.

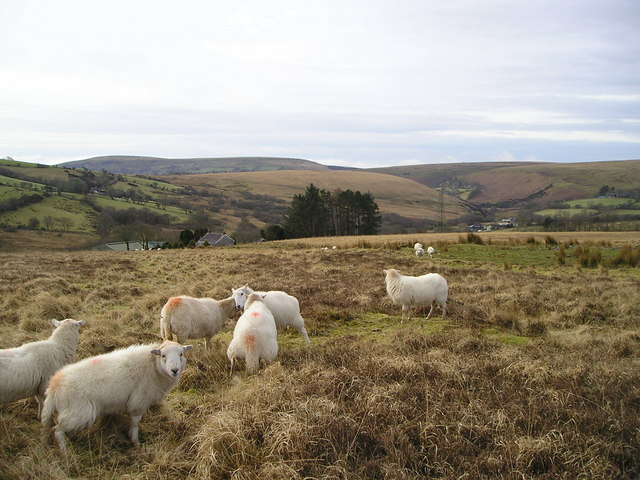
الأغنام الويلزية الجبلية في مراعيها

البقر الويلزي الأسود هو السلالة التقليدية من الأبقار التي تتميز ويلز بإنتاجها. هذه الف طعام من الأبقار المميزة بقرونها وشعرها الأشعث قادرة على التكيف في المراعي والأراضي رديئة الجودة ويمكن استخدامها لتوفير كل من الحليب واللحم. في الماضي، أنتجت أعداد كبيرة من تلك الأبقار في ويلز وتمت رعايتها ثم نقلها سيرا على الأقدام لتسمينها في إنجلترا ثم لبيعها في الأسواق الإنجليزية. في مزارع ويلز، كانت تستخدم هذه الأبقار لسحب المحاريث وفي بعض الأحيان العربات خلال القرن التاسع عشر، وكانت تلك الأبقار من الممتلكات الثمينة التي يمكن من خلالها تقدير ثروة الرجل. في أيامنا هذه، عبرت أعداد كبيرة من البقر من ويلز إلى إنجلترا منها بقر شاروليز وليموزين وهيريفورد، لكن لا يزال من الممكن العثور على القطعان المربية النقيّة غير المهجنة في أجزاء كثيرة من المرتفعات.
الغنم الجبلي الويلزي يُعد سلالةً ذات قدرة على التحمل؛ حيث يستطيع أن يعيش ويتنقل في موائله الجبلية حيث يقضي وقته طوال العام هناك. وبكون هذه السلالة من الأغنام بارعة في استغلال البيئة ولديها الحس المعرفي للجبال التي هي موطن سكناها، فإنَّه يتم تجميعها مرة واحدةً أو مرتين في السنة. في الأصل، تكون هذه الأغنام في كثير من الأحيان من ذوات القرون، كما تتنوع ألوانها من اللون البني أو الأسود، وغالباً ما تكون فقيرة التشكل ورثة المظهر. ومؤخراً، فإن تطور العلم حسّن من هذه الأغنام مما جعلها سلعة مصدرة إلى الكثير من أنحاء العالم. وهي تشكل جزءًا مهماً من نسبة الأغنام من مختلف السلالات المحلية في ويلز، مثل للانوينوغ وغنم للاين وكيري هيل وغرير الوجه وبغل النعاج وبيولا. في المناطق الريفية لا تزال الأغنام جزءا هاما من الحياة. كذلك فإن ما يُعرف باسم اختبار كلب الماشية يُقام سنوياً في تلك النواحي من ويلز.
الخنازير ليست واحدة من الأشكال الرئيسة للماشية في مزارع ويلز رغم وجود بعض الوحدات المختصة بتربيتها. لقد اعتاد المزارعون في ويلز على الاحتفاظ بها بأعداد صغيرة في المزارع كما اعتاد أصحاب المنازل الريفية والحضرية على ذلك أيضا. في القرن العشرين، كان العديد من عمال المناجم في أودية جنوب ويلز لا يزالون يربون الخنزير من أجل إنتاج لحم الخنزير الطازج والملح ولحم الخنزير المقدد وما يعرف باسم طعام الفاجوت والحلوى السوداء. في عام 2011 م، كان هناك 25,600 خنزيرٍ في ويلز، أي أقل من نصف العدد الذي كان في البلادِ قبل عَقد من الزمن.

## الزراعة اليوم
تحظى السياسة الزراعية المشتركة للاتحاد الأوروبي بدعم كبير من الجهات الزراعية في ويلز، حيث يحصل المزارعون على مدفوعات سنوية عن كل منطقة يزرعونها. أُعلنَ عن مخططٍ زراعي جديدٍ للاتحاد الأوروبي عام 2014 م؛ بمدّة انتقالية استمرت حتى عام 2019 م، حيث ستتلقى المزارع في الأراضي المنخفضة من ويلز حوالي 200 جنيه إسترليني لكل هكتار، بينما ستتلقى المزارع في المناطق الأقل حظا 166 جنيهًا إسترلينيًا. وسيصل إجمالي المدفوعات لويلز بين عامي 2014 و 2020 إلى 1870 مليون جنيه إسترليني، ولكن سُيستخدَمُ جزءٌ من ذلك (ما يوازي 15 ٪) في مشاريع التنمية الريفية.
هبط دخل المزارع على مر السنين نتيجة لسياسات الغذاء الرخيصة في المملكة المتحدة، وتخفيض أسعار السلع الأساسية العالمية وإلغاء الإعانات القائمة على الإنتاج. كان دخل المزارع في المناطق الجبلية والتلال في ويلز هو الأكثر تضرر؛ حيث بلغ متوسطها 15000 جنيه إسترليني في عام 2014 م، مقابل 23000 جنيه إسترليني لمزارع المواشي في الأراضي المنخفضة و 59000 جنيه إسترليني لمزارع الألبان. تضاءلت القوى العاملة في المجال الزراعي على مدار سنوات عديدة نتيجة لزيادة الآلات والتغيرات في الممارسات الزراعية. هناك حاجة إلى عدد أقل من المزارعين اليوم مقارنة بالماضي؛ حيث أن ذلكم العدد القليل قادر على إنتاج المزيد من الغذاء من أراضيهم بمساعدة الآلات. لم يعد القش هو المصدر الرئيس للتغذية الشتوية للماشية واستُبدلت بالسيلاج إلى حد كبير، ولا سيما السيلاج المغلف برقاقات السلوفان الذي يمكن معالجته آلياً. قلل هذا من القوى العاملة اللازمة في المزارع، وكان هناك زيادة في استخدام المزارعين للمقاولين المتخصصين الذين يقدمون الخدمات في صناعة السيلاج والحصاد والأسيجة. هناك مشكلة أخرى تواجه المزارعين الويلزيين وهي بعدهم عن مراكز التوزيع الرئيسة التي تستخدمها الأسواق التجارية والتي تقع في الغالب بالقرب من المراكز السكانية الكبرى في إنجلترا.

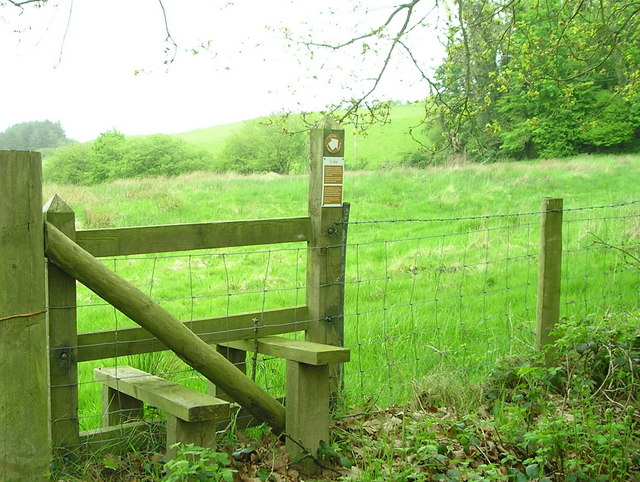
ممر أصبح متاحاً للاستخدام من قبل العامة بكونه جزءاً من مبادرة تير غوفال

لزيادة دخلهم، تنوعت أنشطة العديد من المزارعين غير الزراعية. بلغ متوسط الدخل من الأنشطة التجارية غير الزراعية في المزارع في ويلز في موسم 2013/2014 م الزراعي حوالي 4900 جنيه إسترليني. شكلت الأنشطة المتعلقة بالسياحة غالب تلك الأنشطة؛ وتشمل الأنشطة السياحية الإقامة في المبيت والإفطار، والإقامة مع الخدمة الذاتية في المباني الخارجية الزائدة عن الحاجة أو الوحدات التي بنيت لهذا الغرض، إضافة لأماكن التنزه وأماكن تقديم الخدمات المتعلقة بالأغذية في المقاهي والمطاعم والمتاجر الزراعية وأسواق المزارعين. يتم توفير مرافق ترفيهية وترفيهية داخلية وخارجية من قبل بعض المزارعين، بما في ذلك كرة الطلاء وألعاب القتال بالليزر والرحلات وركوب الدراجات الجبلية والعديد من الأنشطة الأخرى. توفر مواقع المخيمات ومواقف السيارات أنشطة بديلة الزراعة في الأرض، ويمكن أن توفر توربينات الرياح دخلًا إضافيًا من الأرض التي ما زالت مزروعة بالطريقة العادية.
أثرت التغييرات في ممارسات الزراعة، مثل الاستخدام الكثيف للأراضي العشبية ومكافحة القنافذ، على الحياة البرية في ويلز. أسباب التراجع معقدة وعوامل مثل تغير المناخ تلعب دورًا أيضًا. كانت هناك مبادرات متعددة على مر السنين تهدف إلى مساعدة المزارعين على تنويع طرق الزراعة والمحاصيل المزروعة والزراعة بطريقة صديقة للبيئة. كان تير سايمن مُخططًا يهدف إلى الحفاظ على المناظر الطبيعية التقليدية، وتبعه تير غوفال، الذي شجع على إنشاء أحواض وأراضي رطبة، والحفاظ على الغابات. أحدث مبادرة الزراعة في ويلز هي غلاستير، والتي تُعد الأكثر موضوعية من المخططات السابقة، حيث تقدم الدعم المالي للمشاركين، مع وجود عدد من الأهداف المحددة لمكافحة تغير المناخ، وتحسين إدارة المياه والحفاظ على التنوع الحيوي وتعزيزه.